# Jean-Frédéric Chapuis
Jean-Frédéric Chapuis (Bourg-Saint-Maurice, 2 marzo 1989) è un ex sciatore alpino e sciatore freestyle svizzero naturalizzato francese nel 2010.
Ha ottenuto i maggiori risultati nello ski cross, tra i quali il titolo olimpico a Soči 2014 e quello iridato a Oslo/Voss 2013.

## Biografia

### Stagioni 2005-2011
Chapuis, originario di Val Thorens, nella prima parte della sua carriera ha gareggiato nello sci alpino: attivo in gare FIS dal dicembre del 2004, in Coppa Europa ha esordito il 18 gennaio 2008 a Crans-Montana in combinata (57º); durante la sua carriera nello sci alpino non ha esordito in Coppa del Mondo né preso parte a rassegne olimpiche o iridate.
Dalla stagione 2010-2011 si è dedicato prevalentemente al freestyle, specialità ski cross, pur continuando a prendere parte a gare minori di sci alpino fino al 2019; entrato nei quadri della nazionale francese, ha esordito in Coppa Europa l'11 dicembre 2010 a Jerzens (12º) e in Coppa del Mondo il 18 dicembre successivo a San Candido (8º).

### Stagioni 2012-2016
Il 26 febbraio 2012 ha ottenuto a Bischofswiesen/Götschen il primo podio in Coppa del Mondo (3º); nel 2013 ai Mondiali di Oslo/Voss, suo esordio iridato, ha vinto la medaglia d'oro e il 17 marzo ha conquistato ad Åre la prima vittoria in Coppa del Mondo. Il 31 gennaio 2014 ha ottenuto a Orcières la prima vittoria in Coppa Europa e ai successivi XXII Giochi olimpici invernali di Soči 2014, suo esordio olimpico, ha vinto la medaglia d'oro nello ski cross.
Nella stagione seguente ha preso parte ai Mondiali di Kreischberg 2015, vincendo la medaglia d'argento, e si è aggiudicato la sua prima Coppa del Mondo di ski cross con 7 podi (4 vittorie) e 194 punti di vantaggio su Victor Öhling Norberg; nella classifica generale di Coppa del Mondo è stato 3º. Anche nella stagione 2015-2016 ha vinto la Coppa del Mondo di ski cross, con 6 podi (4 vittorie) e 140 punti di vantaggio su Christopher Del Bosco, ed è stato 3º nella classifica generale.

### Stagioni 2017-2022
Nel 2017 ai Mondiali della Sierra Nevada si è classificato 25º e ha vinto la sua terza Coppa del Mondo di ski cross, con 6 podi (4 vittorie) e 42 punti di vantaggio su Brady Leman; nella classifica generale di Coppa del Mondo è stato 4º. Ai XXIII Giochi olimpici invernali di Pyeongchang 2018 si è classificato al 13º posto; in quella stagione 2017-2018 si è piazzato 2º nella Coppa del Mondo di ski cross, superato di 59 punti dal vincitore Marc Bischofberger. L'anno dopo ai Mondiali di Park City è stato 5º; in quella stagione 2018-2019 si è piazzato nuovamente 2º nella Coppa del Mondo di ski cross, con 184 punti in meno di Bastien Midol, dopo aver tra l'altro conquistato l'ultima vittoria nel circuito, il 17 marzo a Veysonnaz.
Ha ottenuto l'ultimo podio in Coppa del Mondo il 7 dicembre 2019 a Val Thorens (3º); ai Mondiali di Idre Fjäll/Astana/Aspen 2021, sua ultima presenza iridata, è stato 25º e ai XXIV Giochi olimpici invernali di Pechino 2022, suo congedo olimpico, si è classificato al 20º posto. Si è ritirato al termine di quella stessa stagione 2021-2022: la sua ultima gara in Coppa del Mondo è stata quella di Veysonnaz del 19 marzo (25º) e la sua ultima gara è stata quella dei Campionati francesi 2022, disputata il 23 marzo a Les Contamines e nella quale Chapuis ha vinto la medaglia d'argento.

## Palmarès

### Freestyle

#### Olimpiadi
- 1 medaglia:
  - 1 oro (ski cross a Soči 2014)

#### Mondiali
- 2 medaglie:
  - 1 oro (ski cross a Oslo/Voss 2013)
  - 1 argento (ski cross a Kreischberg 2015)

#### Coppa del Mondo
- Miglior piazzamento in classifica generale: 3º nel 2015 e nel 2016
- Vincitore della Coppa del Mondo di ski cross nel 2015, nel 2016 e nel 2017
- 33 podi:
  - 18 vittorie
  - 3 secondi posti
  - 12 terzi posti

##### Coppa del Mondo - vittorie
| Data             | Località    | Paese    | Specialità |
| ---------------- | ----------- | -------- | ---------- |
| 17 marzo 2013    | Åre         | Svezia   | SX         |
| 23 marzo 2014    | La Plagne   | Francia  | SX         |
| 15 febbraio 2015 | Åre         | Svezia   | SX         |
| 21 febbraio 2015 | Tegernsee   | Germania | SX         |
| 22 febbraio 2015 | Tegernsee   | Germania | SX         |
| 14 marzo 2015    | Megève      | Francia  | SX         |
| 12 dicembre 2015 | Val Thorens | Francia  | SX         |
| 19 dicembre 2015 | San Candido | Italia   | SX         |
| 16 gennaio 2016  | Watles      | Italia   | SX         |
| 23 gennaio 2016  | Nakiska     | Canada   | SX         |
| 9 dicembre 2016  | Val Thorens | Francia  | SX         |
| 17 dicembre 2016 | Montafon    | Austria  | SX         |
| 4 febbraio 2017  | Feldberg    | Germania | SX         |
| 5 febbraio 2017  | Feldberg    | Germania | SX         |
| 14 gennaio 2018  | Idre Fjäll  | Svezia   | SX         |
| 20 gennaio 2019  | Idre Fjäll  | Svezia   | SX         |
| 17 febbraio 2019 | Feldberg    | Germania | SX         |
| 17 marzo 2019    | Veysonnaz   | Svizzera | SX         |

Legenda:

SX = ski cross

#### Coppa Europa
- Miglior piazzamento nella classifica di ski cross: 19º nel 2014
- 2 podi:
  - 2 vittorie

##### Coppa Europa - vittorie
| Data            | Località                 | Paese   | Specialità |
| --------------- | ------------------------ | ------- | ---------- |
| 31 gennaio 2014 | Orcières                 | Francia | SX         |
| 31 gennaio 2018 | Saint-François-Longchamp | Francia | SX         |

Legenda:

SX = ski cross

#### Campionati francesi
- 5 medaglie:
  - 3 argenti (ski cross nel 2018; ski cross nel 2019; ski cross nel 2022)
  - 2 bronzi (ski cross nel 2016; ski cross nel 2020)